# Tomáškův palác
Tomáškův palác též Dům u Klárů je barokní palác v Tomášské ulici čp. 15, na Malé Straně, v Praze 1. Dům byl během 15. a 16. století opakovaně upravován. Zásadní přestavba proběhla v letech 1723 až 1725. Nyní je součástí komplexu budov Poslanecké sněmovny Parlamentu České republiky.

## Historie

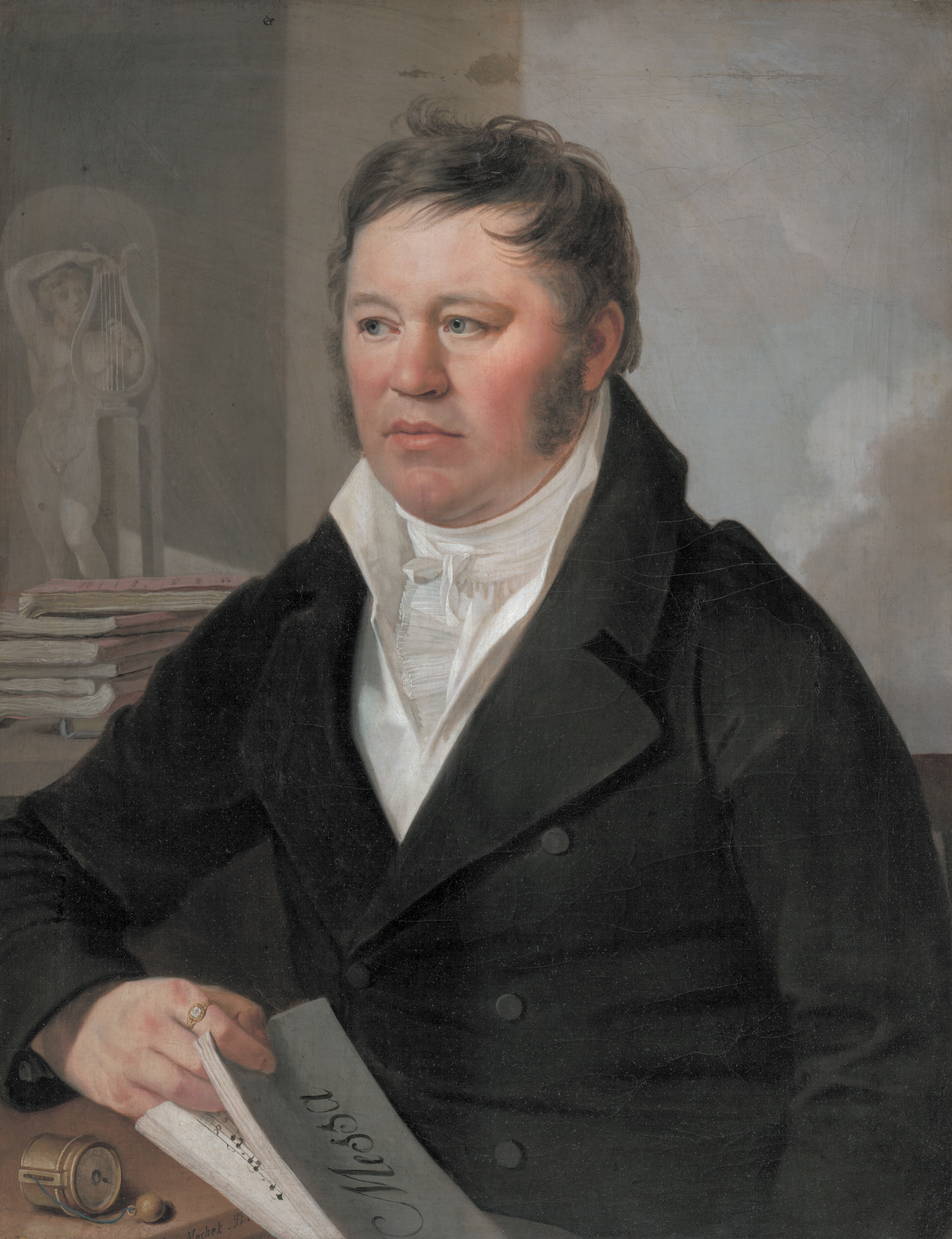
Jan Václav Tomášek od Antonína Machka

Dnešní palác byl přestavěn z renesančního domu, který má gotické sklepní prostory. Tato dnešní třípatrová budova, která se nachází na parcele nepravidelného půdorysu, byla opakovaně upravována během 15. a 16. století, ale zásadní přestavba proběhla v letech 1723 až 1725. Současná fasáda je patrně z období před rokem 1770, která je sedmiosá a má náročné barokní členění definované starším trojarkádovým podloubím a středním trojosým risalitem. Všechna tři patra domu vzájemně oddělují římsy, kterým nahoře dominuje původní korunní římsa.
Palác plnil po celá staletí obytnou funkci. V 1. polovině 19. století ho zakoupil Paul Alois Klar, který postavil do dnešní podoby Klarův ústav a je synem zakladatele známého ústavu pro nevidomé Aloise Klara. Měl u sebe i slavného podnájemníka, a to hudebního skladatele Jana Václava Tomáška, po němž je palác pojmenován. V padesáti letech se oženil se svou o dvacet pět let mladší bývalou žačkou a výbornou pěvkyní Vilemínou Ebertovou. Čerství novomanželé se nastěhovali právě do tohoto domu. Pořádali zde intimní domácí koncerty, kterých se zúčastňovali významní umělci i další významné osoby jako třeba František Palacký nebo Václav Hanka. Jan Václav Tomášek zde bydlel až do své smrti. Na pilířích od podloubí jsou mramorové desky, kterým vévodí dvojjazyčný nápis (vlevo český, vpravo německý) o pobytu Jana Václava Tomáška od Otty Sandtnera. Dalším známým nájemníkem byl i grafik a autor vedut Prahy Vincenc Morstadt.
Jako v mnoha jiných domech a palácech na Malostranském náměstí, nyní v paláci sídlí Poslanecké sněmovny Parlamentu České republiky. Tomáškův palác je součást národní kulturní památky sídlo Parlamentu České republiky.